# Dolichepilysta
Dolichepilysta är ett släkte av skalbaggar. Dolichepilysta ingår i familjen långhorningar.
Kladogram enligt Catalogue of Life:
| Dolichepilysta | \| \| Dolichepilysta celebensis \| \| \| \| \| \| Dolichepilysta mindanaonis \| \| \| \| |
|                | \| \| Dolichepilysta celebensis \| \| \| \| \| \| Dolichepilysta mindanaonis \| \| \| \| |
|                | Dolichepilysta celebensis                                                                |
|                |                                                                                          |
|                | Dolichepilysta mindanaonis                                                               |
|                |                                                                                          |